# MiniBooNE

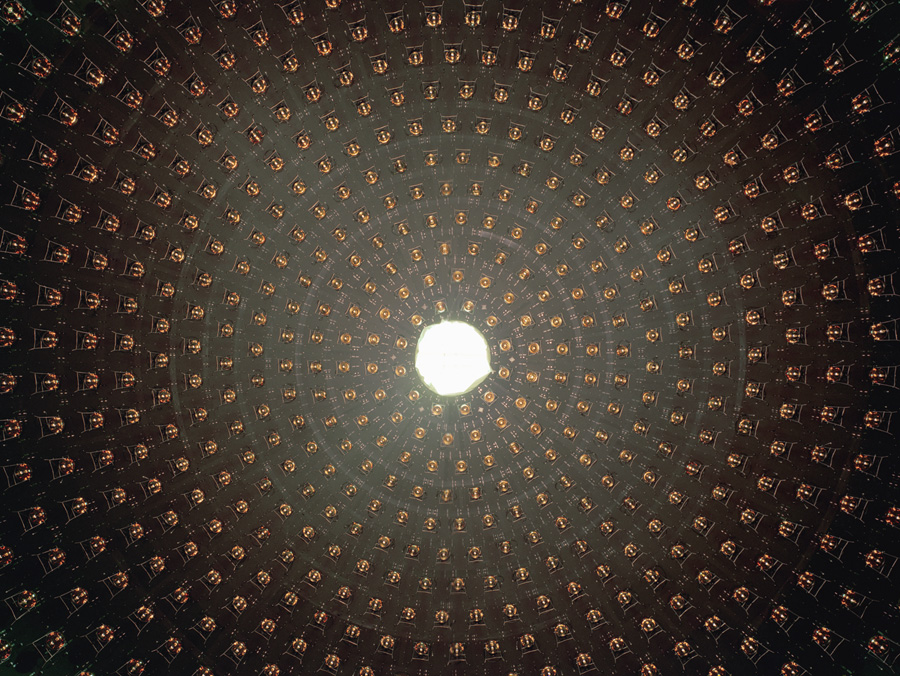
O interior do detector MiniBooNE.

MiniBooNE é um experimento do detector Cherenkov no Fermilab projetado para observar oscilações de neutrinos (BooNE é um acrônimo para Booster Neutrino Experiment (Experimento de neutrino impulsionados, em português)). Um feixe de neutrinos constituído principalmente por neutrinos do múon é direcionado a um detector preenchido com 800 toneladas de óleo mineral (compostos de metileno ultrarrefinados) e revestido com 1.280 tubos fotomultiplicadores. Um excesso de eventos de neutrinos dos elétrons no detector apoiaria a interpretação da oscilação de neutrinos do resultado do LSND (Detector de neutrinos cintiladores).
O MiniBooNE começou a coletar dados em 2002 e ainda estava em execução em 2017. Em maio de 2018, físicos do experimento MiniBooNE relataram um possível sinal indicando a existência de neutrinos estéreis.

## História e motivação
A observação experimental de neutrinos solares e neutrinos atmosféricos forneceu evidências de oscilações de neutrinos, concluindo que os neutrinos têm massa. Os dados do experimento LSND no Laboratório Nacional de Los Alamos são controversos, pois não são compatíveis com os parâmetros de oscilação medidos por outros experimentos com neutrinos no âmbito do Modelo Padrão . Ou deve haver uma extensão do Modelo Padrão, ou um dos resultados experimentais devem ter uma explicação diferente. Além disso, o experimento KARMEN em Karlsruhe examinou uma região [de baixa energia] semelhante ao experimento LSND, mas não viu indicações de oscilações de neutrinos. Este experimento foi menos sensível que o LSND e ambos podem estar certos.
Os dados cosmológicos podem fornecer uma ligação indireta, mas bastante dependente do modelo, com a massa de neutrinos estéreis, como m s <0.26 eV ( 0.44 eV ) no limite de confiança de 95% (99,9%) dado por Dodelson et al . No entanto, os dados cosmológicos podem ser inseridos em modelos com diferentes pressupostos, como o de Gelmini et al.
O MiniBooNE foi projetado para verificar ou refutar inequivocamente o resultado controverso do LSND em um ambiente isolado e controlado.

### 2007
Depois que o feixe foi ligado em 2002, os primeiros resultados vieram no final de março de 2007 e não mostraram nenhuma evidência de oscilações de neutrinos do múon para neutrinos do elétrons na região LSND [baixa energia], refutando uma interpretação simples de oscilação de 2 neutrinos dos resultados de LSND. Análises mais avançadas dos seus dados estão sendo realizadas atualmente pela colaboração MiniBooNE. As primeiras indicações apontam para a existência do possível neutrino estéril, um efeito interpretado por alguns físicos como uma sugestão da existência do volume ou violação de Lorentz .

### 2008
Um novo experimento, realizado pela colaboração do MiniBooNE com outros cientistas, chamado MicroBooNE, foi projetado para investigar de maneira mais detalhada os neutrinos estéreis.

### 2018
Com um estudo publicado no arXiv, a colaboração anunciou que a descoberta de oscilações de neutrinos no MiniBooNE são confirmadas em um nível de 4,8 sigma e, quando combinadas com dados em LSND, em um nível de 6,1 sigma. Isto sugere a detecção de neutrinos estéreis e um desvio significativo da física conhecida. A implicação do artigo é que alguns dos neutrinos do múon estão mudando para neutrinos estéreis antes de mudarem novamente de identidade para neutrinos do elétron.